# محمد ريفي
محمد ريفي مغني مغربي، فائز بلقب ذا إكس فاكتور آرابيا الموسم الأول لبرنامج ذا إكس فاكتور في النسخة العربية متحديا كل من إبراهيم عبد العظيم من ليبيا وأدهم النابلسي من الأردن. وهو برنامج تنتجه وتبثه قناة روتانا خليجية وتعطي الحق لقنوات أخرى لبثه مثل قناة سي بي سي المصرية ومدي 1 تيفي المغربية وأم تي في اللبنانية ويحمل اسم «اكس فاكتور اربيا» وهو من تقديم باسل الزارو والفنانة يسرا اللوزي.

## حياته الشخصية
محمد الريفي هو الأخ الأصغر لثلاثة أشقاء بينهم شقيق توأم لمحمد وأخت معاقة بصرياً لكنها متفوقة دراسياً حاصلة على شهادة الدكتوراه. عاش محمد الريفي في كنف عائلة بسيطة مما اضطره إلى ترك مقاعد الدراسة في سن مبكرة والانخراط في حياة العمل ليُعيل عائلته بعد وفاة والده. عمل خلالها في العديد من المهن، آخرها كان مساعداً لرئيس الطهاة في مطعم بالمغرب. لكن الحاجة لاكتشاف نفسه في الغناء دفعته للمشاركة في برنامج اكس فاكتور النسخة العربية.

## بداية المشوار الفني

### ذا إكس فاكتور آرابيا
خلال «تجربة الأداء» حصل محمد الريفي على ثلاث أصوات من أصل أربعة مكنته من العبور لمرحلة  المعسكر المغلق  ضمن فريق ما فوق الـ 25سنة لالفنان حسين الجسمي، حيث أبرز محمد قدراته الصوتية بطريقة فريدة للغاية جعلت لجنة النقاد المصاحبة للفنان حسين الجسمي تحسم في قرار مروره للدوري الثالث بيوت الحكام متنبئين له بالفوز، وخلال مرحلة بيوت الحكام التي أُجريت بإمارة دبي تمكن الريفي من كسب ثقة الفنان حسين الجسمي الذي منحه رفقة الفنان الكبير محمد عبده جواز المرور لحلقات البث المباشر  التي سرعان ماٱستطاع فيها بفضل شخصيته النادرة وإرشادات الفنان حسين الجسمي تفجير طاقات وإمكانيات صوتية هائلة قلّ نظيرها، سحرت الجمهور والحكّام خصوصاً طبقة صوته الفريدة. وتعد هذه أول مشاركة لمحمد الريفي في برنامج مسابقات غنائي في الوطن العربي ككل.
أراء لجنة تحكيم اكس فاكتور اربيا
إليسا: صوته وحضوره يعطيني طاقة إيجابية 
وائل كفوري: إنه جيد لكن يجب عليه أن يلين 
كارول سماحة: مغني شعبي بٱمتياز 
حسين الجسمي: البركان الذي يطلع ورود ومسك 
تغطية اعلامية
نشرت خبر فوز محمد الريفي كثير من الجرائد والقنوات المحلية والعالمية مثل موقع الراي اللبناني، وموقع ياهو، وقناة جريدة العرب الدولية الشرق الأوسط، وقناة بوابة الأهرام. كما نُشر خبر فوز محمد الريفي في المواقع باللغة الفرنسية،،
والإنجليزية وعدة جرائد أخرى.

### أغانيه بالبرنامج
| الأداء                           | الموضوع                               | الأغنية                    | مغنيها الأصلي    | الترتيب | النتائج                    |
| -------------------------------- | ------------------------------------- | -------------------------- | ---------------- | ------- | -------------------------- |
| تجارب الأداء                     | أغنية من ٱختيار المشارك               | "وعيوني سهارى"             | الشاب جيلاني     | —       | المرور للمعسكر المغلق"     |
| المعسكر المغلق                   | أغنية من ٱختيار المشارك               | "ابعتلي جواب"              | صباح فخري        | —       | المرور لبيوت الحكام        |
| بيوت الحكام                      | أغنية من ٱختيار المشارك               | "على بالي"                 | شيرين عبد الوهاب | —       | المرور لحفلات البث المباشر |
| البت المباشر 1                   | أغنية من ٱختيار المشارك               | "عيون القلب"               | نجاة الصغيرة     | % 24.66 | المرور للأسبوع 2           |
| البت المباشر 2                   | أغنية من ٱختيار المشارك               | "حبيتك تنسيت النوم"        | فيروز            | % 23.42 | المرور للأسبوع 3           |
| البت المباشر 3                   | أغنية من ٱختيار المشارك               | "غريبه الناس"              | وائل جسار        | % 25.44 | المرور للأسبوع 4           |
| البت المباشر 4 (حلقة إستثنائية)  | أغنية من ٱختيار المشارك               | "الأسامي"                  | ذكرى             | % 33.08 | المرور للأسبوع 5           |
| البت المباشر 5                   | أغنية من إختيار الجمهور               | "ابعتلي جواب"              | "صباح فخري"      | % 32.03 | المرور للأسبوع 6           |
| البت المباشر 5                   | أغنية جماعية في سهرة الإقصاء          | "يابنت السلطان"            | "أحمد عدوية"     | % 32.03 | المرور للأسبوع 6           |
| البت المباشر 6                   | كشكول غنائي جماعي لأغاني لجنة التحكيم | "غالي علي"                 | كارول سماحة      | % 33.50 | المرور للأسبوع 7           |
| البت المباشر 6                   | أغاني أفلام                           | "ياوحشني رد عليا"          | محرم فؤاد        | % 33.50 | المرور للأسبوع 7           |
| البت المباشر 7                   | أغنية من ٱختيار المشارك               | "بعيد عنك"                 | ام كلثوم         | % 31.18 | المرور لنصف النهاية        |
| البت المباشر 7                   | أغنية من ٱختيار المشارك               | "مريم مريمتي"              | محمد حسين        | % 31.18 | المرور لنصف النهاية        |
| البت المباشر 8                   | أغنية من ٱختيار المشارك               | "سيرة الحب"                | أم كلثوم         | % 35.11 | المرور لربع النهاية        |
| البت المباشر 8                   | أغنية من ٱختيار المشارك               | "كتاب حياتي"               | حسن الأسمر       | % 35.11 | المرور لربع النهاية        |
| البت المباشر 8                   | أغنية جماعية في سهرة الإقصاء          | "طالعة من بيت ابوها"       | ناظم الغزالي     | % 35.11 | المرور لربع النهاية        |
| البت المباشر 9                   | أغنية من ٱختيار المشارك               | "أنا جيت جونيمار"          | نجاة أعتابو      | % 46.16 | المرور لنهائي              |
| البت المباشر 9                   | أغنية من ٱختيار المشارك               | "على بابي واقف قمرين"      | ملحم بركات       | % 46.16 | المرور لنهائي              |
| البت المباشر 9                   | أغنية جماعية في سهرة الإقصاء          | "تعا خبيك"                 | نجوى كرم         | % 46.16 | المرور لنهائي              |
| البت المباشر 10 (حلقة إستثنائية) | أغنية من ٱختيار المشارك               | "مدلل"                     | علي العيساوي     | —       | —                          |
| البت المباشر 10 (حلقة إستثنائية) | أغنية من ٱختيار المشارك               | "يامال الشام"              | صباح فخري        | —       | —                          |
| البت المباشر 10 (حلقة إستثنائية) | دويتو غنائي مع صاحب الأغنية الأصلي    | "وكدللي" (مع حسين الجسمي)" | حسين الجسمي      | —       | —                          |
| النهائيات                        | أغنية جماعية                          | "حبيبي يانور العين"        | عمرو دياب        | % 61.16 | الفائز                     |
| النهائيات                        | إعادة غناء أجمل أغنية لدى المتشارك    | "الأسامي"                  | ذكرى             | % 61.16 | الفائز                     |
| النهائيات                        | أغنية شعبية من ٱختيار المشارك         | "زحمة يا دنيا زحمة"        | أحمد عدوية       | % 61.16 | الفائز                     |
| النهائيات                        | أغنية من إختيار المشارك               | "عندك بحرية يا ريس"        | وديع الصافي      | % 61.16 | الفائز                     |

## أول خطوة نحو الاحتراف
أصدر أول عمل له كليب («هيجنني») ديو مع المنتج والراقض «إلام جاي».

## مشاريعه الغنائية المستقبلية
بعد توقّيع عقد تسجيل مع شركة «سوني ميوزيك إنترتينمنت» «الشرق الأوسط» يستعد محمد الريفي لتسجيل أغنية «كتاب حياتي يا عين» بتوزيع جديد، إضافة إلى «كليب» سيتم تصويره قريباً وطرحه في الفضائيات.

## وصلات خارجية
- لحظة تتويج الفائز بإكس فاكتور محمد ريفي.
- صفحة محبي الفنان المغربي محمد ريفي.
- صفحة تعريفية بالفائز محمد ريفي بموقع x factor arabia
- سيرة حياة محمد ريفي على موقع knopedia.com